# Kryptopterus
Kryptopterus é um gênero de Peixe-gato pertencente a família Siluridae. Mais de 23 espécies foram descritas no Sudeste Ásiatico.
Todos são pequenos ou médios peixes-gato com o corpo translúcido ou transparente.O nome vem do grego Krypto= escondido e pterus= barbatana,devido a nadadeira dorsal ser quase imperceptível e constituída de um só raio. Também pode ser o peixe de vidro colorido que é tingido artificialmente de todas as cores.

## Espécies
- Kryptopterus apogon
- Kryptopterus baramensis
- Peixe-gato de vidro, Kryptopterus bicirrhis
- Kryptopterus cheveyi
- Kryptopterus cryptopterus
- Kryptopterus dissitus
- Kryptopterus geminus
- Kryptopterus hesperius
- Kryptopterus hexapterus
- Kryptopterus lais
- Kryptopterus limpok
- Kryptopterus lumholtzi
- Peixe-gato de vidro listrado, Kryptopterus macrocephalus
- Kryptopterus micronema
- Peixe-gato fantasma, Kryptopterus minor
- Kryptopterus mononema
- Kryptopterus moorei
- Kryptopterus palembangensis
- Kryptopterus paraschilbeides
- Kryptopterus parvanalis
- Kryptopterus piperatus
- Kryptopterus platypogon
- Kryptopterus schilbeides

## References
- FishBase entry for Kryptopterus
- Kryptopterus geminus, a new species of silurid catfish (Teleostei: Siluridae) from mainland Southeast Asia H.H. NG